# Gulsele
Gulsele är en ort i Sollefteå kommun, belägen cirka 9 mil norr om Sollefteå och 20 kilometer norr om Junsele vid Riksväg 90. Gulsele ligger vid utloppet av Gulselesjön i Ångermanälven där också Gulsele kraftverk finns
Huvudnäringarna är skog, vatten och mark samt turism.

## Historia
I Gulsele finns fångstgropar, eldhärdar med mera.
Guhlsele som ligger vid Risåns utlopp är troligen det Gulsele som nämns som lappmarknadsplats under 1500- och 1600-talen för Ångermanlandssamerna.
Nuvarande Gulsele anlades som ett nybygge under mitten av 1700-talet. Fram till år 1854 tillhörde byn Åsele socken i Västerbottens län men överfördes då till Junsele socken. 

### Kraftverken
Från att ha varit en typisk norrländsk skogs- och småbrukarby, förändrades den radikalt när Gulsele AB på 1950-talet anlade Gulsele kraftverk, och även 1979-80 Hällby kraftverk tio km norr om byn med en damm. Då anlades också ett bostadsområde för kraftverkets personal med ett flertal villor.